# Pine Mountain
Pine Mountain is een plaats (town) in de Amerikaanse staat Georgia, en valt bestuurlijk gezien onder Harris County en Meriwether County.

## Demografie
Bij de volkstelling in 2000 werd het aantal inwoners vastgesteld op 1141.
In 2006 is het aantal inwoners door het United States Census Bureau geschat op 1258, een stijging van 117 (10.3%).

## Geografie
Volgens het United States Census Bureau beslaat de plaats een oppervlakte van
7,3 km², waarvan 7,0 km² land en 0,3 km² water. Pine Mountain ligt op ongeveer 267 m boven zeeniveau.

## Plaatsen in de nabije omgeving
De onderstaande figuur toont nabijgelegen plaatsen in een straal van 24 km rond Pine Mountain.